# ديك جيبس
ديك جيبس (بالإنجليزية: Dick Gibbs)‏ هو لاعب كرة قدم أسترالية أسترالي، ولد في 4 فبراير 1893 في كولاك في أستراليا، وتوفي في 19 يوليو 1916 في فلوبايكس في فرنسا.

## وصلات خارجية
- ديك جيبس على موقع AustralianFootball.com (الإنجليزية)
- ديك جيبس على موقع AFLtables.com (الإنجليزية)